# George R. Robertson
George Ross Robertson (* 20. April 1933 in Brampton, Ontario; † 29. Januar 2023 in Toronto) war ein kanadischer Schauspieler. Bekanntheit erlangte er durch seine Filmrolle des Commissioner Hurst in sechs von sieben Filmen der Police-Academy-Reihe und einem Gastauftritt in der gleichnamigen Fernsehserie.

## Leben
Robertson war in jungen Jahren ein guter Eishockey- und American-Football-Spieler. Er erhielt an seiner Schule, der West Hill High School, im Jahr 1952 die Allan Hall Memorial Trophy, eine Auszeichnung für Sportlichkeit und Vorbildlichkeit. Er erhielt seinen Master im Bereich Betriebswirtschaft im Jahr 1959 an der Columbia University in New York. Seine spätere Frau Adele, mit der er insgesamt 61 Jahre verheiratet war, lernte er an der Universität kennen. Er begann nach seinem Abschluss eine Karriere als Schauspieler.
1968 wirkte er mit Rosemaries Baby erstmals in einem Film mit. Es folgten in den 1970er-Jahren vor allem Nebenrollen. Internationale Bekanntheit erlangte er durch seine Rolle des Commissioner Hurst in den ersten sechs Filmen der Police-Academy-Filmserie in den Jahren 1984–1989. Die Rolle nahm er auch in einer Folge der Fernsehserie Police Academy wieder auf.
Er spielte häufig Figuren mit Autorität, so z. B. 1995 die Rolle des Admirals William Daniel Leahy in einem Film über den Atombombenangriff auf Hiroshima oder Rollen, in denen er die US-Senatoren Barry Goldwater und William Fulbright spielte. 2012 war er in dem Film Für immer dein an der Seite von James Cromwell zu sehen.
Sein schauspielerisches Werk umfasst rund 80 Produktionen, zuletzt trat er 2017 in dem Fernsehfilm Cradle to Grave in Erscheinung. Für die deutschsprachige Ausstrahlung synchronisierte ihn jeweils Eric Vaessen.
1993 wurde er vom kanadischen Sender CBC mit dem Margaret Collier Award für seine herausragendes Werk ausgezeichnet.
Robertson unternahm eine über 500 Kilometer lange Wanderung durch Südwestfrankreich, um Spenden für eine Waisenhaus in Chiang Mai in Thailand zu sammeln. In seiner Rolle als Chief Hurst reiste er durch Kanada, um als UNICEF-Botschafter an Schulen zu sprechen. Im Jahr 1990 erhielt er den Danny Kaye UNICEF Canada Award.
Im Jahr 2004 wurde er für den Einfluss, den er auf Kinder in Kanada und der ganzen Welt gehabt hat, mit dem Gemini Award als Humanitarian of the Year ausgezeichnet, die 19. Ausgabe dieses Preises.
Seine späten Jahren widmete er dem Schreiben und Malen.
Am 29. Januar 2023 starb er im Krankenhaus Sunnybrook Health Sciences Centre in Toronto im Kreise seiner Familie. Er hinterließ seine Frau Adele, seine Töchter Sarah und Ellen, zwei Enkel und vier Stiefenkel.

## Filmografie (Auswahl)
- 1968: Rosemaries Baby (Rosemary’s Baby)
- 1969: Verschollen im Weltraum (Marooned)
- 1970: Airport
- 1972: The Mad Trapper (Dokumentation)
- 1972: Polizeiarzt Simon Lark (Police Surgeon, Fernsehserie, 3 Folgen)
- 1973: U-Turn
- 1973: Der Westentaschen-Cowboy (Paperback Hero)
- 1974: House of Pride (Fernsehserie, eine Folge)
- 1978: Power Play (Coup d’Etat)
- 1978: The Dawson Patrol (Fernsehfilm)
- 1979: Norma Rae – Eine Frau steht ihren Mann (Norma Rae)
- 1980: F.D.R.: The Last Year (Fernsehfilm)
- 1981: Escape from Iran: The Canadian Caper (Fernsehfilm)
- 1981: Der zweite Mann (The Amateur)
- 1982: Starkstrom (Murder by Phone)
- 1984: Police Academy – Dümmer als die Polizei erlaubt (Police Academy)
- 1985: Police Academy 2 – Jetzt geht’s erst richtig los (Police Academy 2: Their First Assignment)
- 1986: Preis der Leidenschaft (The High Price of Passion, Fernsehfilm)
- 1986: Police Academy 3 – … und keiner kann sie bremsen (Police Academy 3: Back in Training)
- 1987: Police Academy 4 – Und jetzt geht’s rund (Police Academy 4: Citizens on Patrol)
- 1988: Police Academy 5 – Auftrag Miami Beach (Police Academy 5: Assignment: Miami Beach)
- 1989: Twilight Zone (The Twilight Zone, Fernsehserie, eine Folge)
- 1989: E.N.G. (Fernsehserie)
- 1989: Die Bombe (Day One, Fernsehfilm)
- 1989: Police Academy 6 – Widerstand zwecklos (Police Academy 6: City Under Siege)
- 1990: Top Cops (Fernsehserie, eine Folge)
- 1990: Hitler’s Daughter
- 1991: JFK – Tatort Dallas (JFK)
- 1991: Getäuscht (Deceived)
- 1992: Teamster Boss: The Jackie Presser Story (Fernsehfilm)
- 1994–1995: Side Effects – Nebenwirkungen (Side Effects, Fernsehserie, 3 Folgen)
- 1994: Danielle Steel – Vertrauter Fremder (A Perfect Stranger, Fernsehfilm)
- 1995: The Silence of Adultery (Fernsehfilm)
- 1995: Hiroshima (Fernsehfilm)
- 1995: Die Chaos-Clique auf Klassenfahrt (National Lampoon’s Senior Trip)
- 1996: Devil’s Food – Eine wirklich teuflische Diät (Devil’s Food, Fernsehfilm)
- 1996: The Boys Next Door (Fernsehfilm)
- 1996: Double Jeopardy (Fernsehfilm)
- 1997: Liebe zwischen Lüge und Betrug (Lies He Told, Fernsehfilm)
- 1997: Mord im Weißen Haus (Murder at 1600)
- 1998: Police Academy (Police Academy: The Series, Fernsehserie, eine Folge)
- 1999: PSI Factor – Es geschieht jeden Tag ( 	PSI Factor – Chronicles of the Paranormal , Fernsehserie, 1 Folge)
- 2001: Leap Years (Fernsehserie, 5 Folgen)
- 2001: The Familiar Stranger (Fernsehfilm)
- 2002: We Were the Mulvaneys (Fernsehfilm)
- 2003: Die Pentagon Papiere (The Pentagon Papers, Fernsehfilm)
- 2003: Amerikas Sohn – Die John F. Kennedy Jr. Story (America’s Prince: The John F. Kennedy Jr. Story, Fernsehfilm)
- 2006: The Path to 9/11 – Wege des Terrors (The Path to 9/11, Miniserie)
- 2010: Auch Liebe wird erwachsen (Sundays at Tiffany’s, Fernsehfilm)
- 2010–2015: Haven (Fernsehserie, 2 Folgen)
- 2012: Für immer dein (Still Mine)
- 2013: The Last Gentleman (Kurzfilm)
- 2016: Crossfire (Fernsehfilm)
- 2017: Cradle to Grave (Fernsehfilm)